# Davesiac
Davézieux és un municipi francès situat al departament de l'Ardecha i a la regió d'Alvèrnia-Roine-Alps. L'any 2007 tenia 2.801 habitants.

## Demografia

### Població
El 2007 la població de fet de Davézieux era de 2.801 persones. Hi havia 1.108 famílies de les quals 236 eren unipersonals (80 homes vivint sols i 156 dones vivint soles), 448 parelles sense fills, 368 parelles amb fills i 56 famílies monoparentals amb fills.
La població ha evolucionat segons el següent gràfic:
Habitants censats

### Habitatges
El 2007 hi havia 1.182 habitatges, 1.121 eren l'habitatge principal de la família, 24 eren segones residències i 37 estaven desocupats. 939 eren cases i 238 eren apartaments. Dels 1.121 habitatges principals, 894 estaven ocupats pels seus propietaris, 208 estaven llogats i ocupats pels llogaters i 19 estaven cedits a títol gratuït; 2 tenien una cambra, 72 en tenien dues, 135 en tenien tres, 318 en tenien quatre i 594 en tenien cinc o més. 911 habitatges disposaven pel capbaix d'una plaça de pàrquing. A 474 habitatges hi havia un automòbil i a 577 n'hi havia dos o més.

### Piràmide de població
La piràmide de població per edats i sexe el 2009 era:
| Homes | Edats   | Dones |
| ----- | ------- | ----- |
| 0     | 95 o +  | 0     |
| 0     | 90 a 94 | 4     |
| 4     | 85 a 89 | 12    |
| 0     | 80 a 84 | 8     |
| 48    | 75 a 79 | 48    |
| 52    | 70 a 74 | 56    |
| 80    | 65 a 69 | 84    |
| 40    | 60 a 64 | 72    |
| 100   | 55 a 59 | 80    |
| 84    | 50 a 54 | 104   |
| 124   | 45 a 49 | 104   |
| 104   | 40 a 44 | 100   |
| 108   | 35 a 39 | 108   |
| 72    | 30 a 34 | 96    |
| 56    | 25 a 29 | 52    |
| 68    | 20 a 24 | 52    |
| 112   | 15 a 19 | 100   |
| 104   | 10 a 14 | 88    |
| 108   | 5 a 9   | 104   |
| 52    | 0 a 4   | 64    |

## Economia
El 2007 la població en edat de treballar era de 1.818 persones, 1.279 eren actives i 539 eren inactives. De les 1.279 persones actives 1.188 estaven ocupades (643 homes i 545 dones) i 91 estaven aturades (41 homes i 50 dones). De les 539 persones inactives 217 estaven jubilades, 153 estaven estudiant i 169 estaven classificades com a «altres inactius».

### Ingressos
El 2009 a Davézieux hi havia 1.157 unitats fiscals que integraven 2.892,5 persones, la mediana anual d'ingressos fiscals per persona era de 19.289 €.

### Activitats econòmiques
Dels 311 establiments que hi havia el 2007, 4 eren d'empreses alimentàries, 3 d'empreses de fabricació d'elements pel transport, 17 d'empreses de fabricació d'altres productes industrials, 17 d'empreses de construcció, 148 d'empreses de comerç i reparació d'automòbils, 8 d'empreses de transport, 10 d'empreses d'hostatgeria i restauració, 5 d'empreses d'informació i comunicació, 10 d'empreses financeres, 18 d'empreses immobiliàries, 35 d'empreses de serveis, 19 d'entitats de l'administració pública i 17 d'empreses classificades com a «altres activitats de serveis».
Dels 55 establiments de servei als particulars que hi havia el 2009, 1 era una oficina de correu, 2 oficines bancàries, 17 tallers de reparació d'automòbils i de material agrícola, 3 tallers d'inspecció tècnica de vehicles, 1 autoescola, 4 paletes, 3 guixaires pintors, 1 fusteria, 3 lampisteries, 1 electricista, 1 empresa de construcció, 5 perruqueries, 1 veterinari, 6 restaurants, 2 agències immobiliàries, 2 tintoreries i 2 salons de bellesa.
Dels 64 establiments comercials que hi havia el 2009, 1 era, 4 supermercats, 1 un supermercat, 2 botiges de menys de 120 m², 3 fleques, 4 carnisseries, 2 botigues de congelats, 4 llibreries, 9 botigues de roba, 3 sabateries, 4 botigues d'electrodomèstics, 8 botigues de mobles, 2 botigues de material esportiu, 2 botigues de material de revestiment de parets i terra, 8 drogueries, 1 un drogueria, 1 una perfumeria i 5 floristeries.
L'any 2000 a Davézieux hi havia 10 explotacions agrícoles que ocupaven un total de 170 hectàrees.

## Equipaments sanitaris i escolars
L'únic equipament sanitari que hi havia el 2009 era una farmàcia.
El 2009 hi havia 1 escola maternal i 3 escoles elementals.

## Poblacions més properes
El següent diagrama mostra les poblacions més properes.